# LIMS3
LIMS3 (англ. LIM zinc finger domain containing 4) – білок, який кодується однойменним геном, розташованим у людей на 2-й хромосомі. Довжина поліпептидного ланцюга білка становить 117 амінокислот, а молекулярна маса — 13 251.
| 10         |  | 20         |  | 30         |  | 40         |  | 50         |
| ---------- |  | ---------- |  | ---------- |  | ---------- |  | ---------- |
| MAFSGRARPC |  | IIPENEEIPR |  | AALNTVHEAN |  | GTEDERAVSK |  | LQRRHSDVKV |
| YKEFCDFYAK |  | FNMANALASA |  | TCERCKGGFA |  | PAETIVNSNG |  | ELYHEQCFVC |
| AQCFQQFPEG |  | LFYEERT    |  |            |  |            |  |            |

A: Аланін

C: Цистеїн

D: Аспарагінова кислота

E: Глутамінова кислота

F: Фенілаланін

G: Гліцин

H: Гістидин

I: Ізолейцин

K: Лізин

L: Лейцин

M: Метіонін

N: Аспарагін

P: Пролін

Q: Глутамін

R: Аргінін

S: Серин

T: Треонін

V: Валін

Задіяний у такому біологічному процесі, як альтернативний сплайсинг. 
Білок має сайт для зв'язування з іонами металів, іоном цинку. 
Локалізований у цитоплазмі.